# Шехзаде Мустафа
Шехзаде́ Мустафа́ (тур. Şehzade Mustafa; нар.1515 — пом.6 жовтня 1553) — син султана Османської імперії Сулеймана I Пишного.

## Біографія
Шехзаде народився у 1515 році в Манісі. Його матір'ю була Махідевран-султан — наложниця Сулеймана, який сам тоді був ще шахзаде і санджак беєм Маніси. Після смерті батька, султана Селіма I, в 1520 році Сулейман з родиною повернувся до Стамбулу і зійшов на престол.
У 1533 році, коли Мустафі виповнилося 18 — Сулейман призначив його губернатором (санджак беєм) Маніси. Разом з ним туди поїхала Махідевран — згідно з османською традицією, усі спадкоємці повинні були працювати намісниками провінцій, а матері — їх супроводжувати.
У 1541 році Сулейман віддалив від себе Мустафу, передавши владу в Манісі шехзаде Мехмеду — синові Хюррем Султан-Роксолани, а Мустафу — призначив санджак беєм Амасьї. За османською традицією, шехзаде-спадкоємець повинен був жити в найближчій до столиці провінції (сам Сулейман теж керував Манісою), а оскільки Амасья була далі від Стамбулу, ніж Маніса, то, відповідно, і шанси Мехмеда були вищі, ніж у Мустафи. У 1544 році, після раптової смерті Мехмеда, Сулейман призначив в Манісу іншого шехзаде — теж сина Роксолани — Селіма. Іншого сина Роксолани, шехзаде Баязида, султан спочатку відправив до Коньї, а потім — в Кютах'ю, які також були ближчі до Стамбулу, ніж Амасья.
У 1547 році Сулейман проводив зустрічі зі своїми синами — Селімом, Баязидом і Мустафою, в ході яких обговорював з ними політичну ситуацію в імперії.
Під час османсько-перської війни армія Сулеймана зупинилася в Ереглі. За однією з версій, великий візир Рустем-паша запропонував Мустафі вступити до армії свого батька і в той же час попередив Сулеймана про те, що Мустафа йде до нього для того, щоб убити.
Деякі дослідники припускають, що до страти Мустафи причетна Хюррем Султан (Роксолана). Нібито Роксолані спільно зі своїм зятем Рустем-пашою вдалося переконати Сулеймана в зазіханнях Мустафи на султанський трон, що призвело до страти останнього за наказом батька у військовому таборі в місті Ереглі 6 жовтня 1553 року.
Французький посол доповідав:
| «Все це відбувалося на очах султана-батька»[5]. |
Посол імператора Священної Римської імперії Ож'є Гіслен де Бусбек (у іншому прочитанні — Бусбег) доповідав:
| «Сулейман, відділений стіною шатра від міста, де розігрувалася трагедія, висовував з нього голову й кидав жахливі і грізні погляди на «німих»[7], дорікаючи їм за повільність гнівними жестами»[5]. |
Семирічного сина Мустафи — Мехмеда — стратили кількома тижнями пізніше в місті Бурса.
А от турецький історик Тальха Угурлуель стверджує, що до страти Мустафу привели його власні амбіції і негативний вплив оточення — він відпустив бороду (шехзаде це дозволено тільки після сходження на престол) і створив власну тугру (персональний знак правителя), бо його переконали, що Сулейман вже старий (у 1553 йому було 58 років) і хоче посадити на престол саме Мустафу.
Турецький історик Мустафа Армаган теж вважає, що Мустафа був необережний і амбітний — у нього був свій палац, своє військо, свої поети та письменники. У одному з інтерв'ю дослідник зазначив, що шехзаде Мустафа готувався до боротьби:
| «Кануні повинен був вирушити в похід на Іран, і, помітивши, що його син в таких обставинах налаштований проти нього, у Падишаха не залишалося іншого виходу, окрім як прибрати його»[9]. |
Щодо інтриг Хюррем Армаган відзначив:
| «Є запис в книзі, написаній одним італійським шпигуном, коли Кануні говорить Джихангіру: «Дивися, Джихангіре, якщо Мустафа зійде на престол, то він уб'є всіх вас, я цього боюся». Тобто, не було такого, що Мустафа був у всьому чистий, а проти нього стояла Хюррем зі своєю командою. Ні, це була боротьба за престол. Ймовірно, якби у Мустафи була можливість, то він убив би братів, і, швидше за все, Хюррем. У зв'язку з цим не варто виправдовувати сторону, що потерпіла, і чорнити ту, що перемогла. Найбільша Імперія на цьому світі — це далеко не дитяча іграшка і не родинний інцидент... Махідевран Султан в Амасьї плела не менше інтриг, ніж Хюррем Султан, щоб посадити на трон свого сина. Кожна мати, кожен батько бажає, щоб їх син був головним, і зроблять для цього що завгодно. Тобто, ніхто не має права говорити: «Чому Хюррем Султан зробила це?» Хюррем Султан справедливо хоче, щоб на престол зійшов Баязид (старший син Хюррем, шехзаде Мехмед, помер ще у 1542[10] — ред.), інакше, якщо на трон сяде син Махідевран, то вона не буде упевнена в безпеці свого сина. Для цього вона починає грати проти Махідевран. Причиною того, що інтриги Хюррем були більш видимими і ефектними, є перебування Хюррем в столиці, а Махідевран — в Амасьї»[9]. |
Після страти Мустафи яничари вимагали покарати великого візира Рустема-пашу, вважаючи його причетним до смерті свого улюбленого шехзаде. Роксолана просила султана помилувати їхнього зятя заради дочки, що той і зробив.
Мустафа похований в комплексі Мурадіє в Бурсі, де для нього за наказом султана Селіма II був побудований мавзолей. Там же похована його мати Махідевран Султан. Також відомо, що Махідевран Султан написала листа Султану Сулейману про те, що її син виступає проти свого батька. Але ці дані ще не були підтверджені.

## Образ у мистецтві
Життя та смерть шехзаде Мустафи привернули увагу митців, зокрема, письменників та живописців, які присвятили йому кілька творів.

### У літературі
Вперше про Мустафу написав Ніколас де Моффан у памфлеті про вбивство шехзаде (Базель, 1555; Париж, 1556). Про нього також писали венеційські (Наваджеро і Тревізано) та австрійські (Бусбек) дипломати, що були при османському дворі.
- трагедія французького письменника Габріеля Бунена «Султана» (фр. «La Soltane», 1561),
- ілюстрована праця французького письменника Жана-Жака Буассара латиною «Життя і портрети турецьких султанів, перських князів та інших славних героїв і героїнь, від Османа до Мухаммеда II» (1596),
- п'єса французького письменника Жана Мере «Великий і останній Сулейман, або смерть Мустафи» (1637),
- п'єса французького письменника Франсуа Белена «Мустафа та Зеангір» (Зеангір — так у французькій транскрипції звучить ім'я молодшого з синів Роксолани — Джихангіра, 1705),
- драма німецького письменника Християна Вейса (або Вейсса) «Мустафа та Зеангір» (1761)[13],
- трагедія французького письменника Ніколя Шамфора «Мустафа та Зеангір» (1776),
- праця «Історія Оттоманської імперії» (нім. «Geschichte des osmanischen Reiches»  [Архівовано 20 грудня 2013 у Wayback Machine.], 1827–1835) австрійського сходознавця Йозефа фон Гаммер-Пургшталя[14],
- праця османського історика Ахмета Рефіка Алтиная «Жіночий султанат» (1916)[15],
- праця французького історика Андре Кло «Сулейман Пишний» (фр. «Soliman le Magnifique», 1983)[16],
- велике історичне дослідження югославського вченого Радована Самарджича «Сулейман і Роксолана» (1987).

### В образотворчому мистецтві
Існує кілька картин з Мустафою, найперші з яких — мініатюри XVI століття.

### У кіно
- Телесеріал «Хюррем Султан», в ролі Мустафи — Ерджю Туран (2003, Туреччина).
- Телесеріал «Величне століття. Роксолана», в ролі дорослого Мустафи — Мехмет Гюнсюр (2011-2014, Туреччина).